# Kin Ping Meh
A Kin Ping Meh német rockzenekar, amely Mannheimban alakult és 1970 és 1977 között működött, majd 2005-ben újjászerveződött. Progresszív rockot és hard rockot játszanak.

## Tagok

### Jelenlegi tagok
- Geff Harrison - ének
- Gagey Mrozeck - gitár
- Alan "Joe" Wroe - basszusgitár
- Frieder Schmitt - dob

### Korábbi tagok
- Werner Stephan - ének
- Joachim Schafer - gitár, zongora, háttérvokál
- Fritz Schmitt - orgona, zongora
- Torsten Herzog - basszusgitár
- Kalle Weber - dob

## Albumaik
- Kin Ping Meh (1971)
- No. 2 (1972)
- III (1973)
- Virtues And Sins (1974)
- Concrete (1976)
- Kin Ping Meh (1977)
- Hazy Age On Stage (1991)